# Nohra (Bleicherode)
Nohra è una frazione della città tedesca di Bleicherode.

## Storia
Il 1º gennaio 2019 il comune di Nohra venne soppresso e aggregato alla città di Bleicherode.